# Pingqiao (köpinghuvudort i Kina, Zhejiang Sheng, lat 29,15, long 120,88)
Pingqiao (kinesiska: 平桥, 平桥镇) är en köpinghuvudort i Kina. Den ligger i provinsen Zhejiang, i den östra delen av landet, omkring 140 kilometer sydost om provinshuvudstaden Hangzhou. Antalet invånare är 61 598. Befolkningen består av 31 503 kvinnor och 30 095 män. Barn under 15 år utgör 17,0 %, vuxna 15-64 år 65 %, och äldre över 65 år 16,0 %.
Runt Pingqiao är det tätbefolkat, med 266 invånare per kvadratkilometer. Närmaste större samhälle är Tiantai Chengguanzhen, 14,5 km öster om Pingqiao. Trakten runt Pingqiao består till största delen av jordbruksmark.
Genomsnittlig årsnederbörd är 2 209 millimeter. Den regnigaste månaden är juni, med i genomsnitt 377 mm nederbörd, och den torraste är januari, med 70 mm nederbörd.